# Eduard Soler i Lecha
Eduard Soler i Lecha (Barcelona, 20 de setembre de 1979) és un politòleg i professor universitari català, especialitzat en Relacions internacionals de la regió euromediterrània i els seus vincles de seguretat amb l'Orient Mitjà, especialment amb Turquia.
Exerceix la seva docència com a professor associat a l'Institut Barcelona d'Estudis Internacionals (IBEI) i a la Facultat de Comunicació i Relacions Internacionals Blanquerna de la Universitat Ramon Llull. És investigador sènior del CIDOB i coordinador científic de MENARA, un projecte europeu sobre canvis geopolítics a Orient Mitjà i Àfrica del Nord. També és membre de l'Observatori de Política Exterior Europea, del Fòrum d'Investigadors del Món Àrab i Musulmà (FIMAM), d'EuroMeSCo i dels consells assessors de la revista Mediterranean Politics i de l'Anuari del Mediterrani de l'Institut Europeu de la Mediterrània (IEMed).
Es llicencià en Ciències polítiques i posteriorment es doctorà en Relacions internacionals, ambdós casos a la Universitat Autònoma de Barcelona. Actuà de professor visitant a la Universitat de Bogaziçi, d'Istanbul, i al Centre for European Policy Studies (CEPS), de Brussel·les. Les seves aportacions s'han vist publicades en mitjans de premsa com El Periódico de Catalunya, l'Ara o El País.
Parla quatre llengües: català, castellà, anglès i francès.

## Obres seleccionades
- The Western Mediterranean in 2020: Scenarios for regional security and cooperation after the Arab uprisings a Mediterranean Paper Series (2011)
- The EU, Turkey and the Arab Spring: From Parallel Approaches to a Joint Strategy? a TOCCI (2011)
- Turkey and the Arab Spring: Implications for Turkish Foreign Policy from a Transatlantic Perspective a Mediterranean Paper Series (2011)
- The Future of Multilateral Security Dialogue in the Mediterranean: Lessons Learnt, Opportunities and Choices (2014)[7]